# Боровинка (станция)
Борови́нка (фин. Koljola) — промежуточная железнодорожная станция Октябрьской железной дороги на 48,2 километре перегона Каменногорск II — Красный Сокол линии Выборг — Хийтола.

## Общие сведения
Станция территориально расположена в одноимённом посёлке Выборгского района Ленинградской области. Станция находится на линии с полуавтоблокировкой, которую обеспечивает пост ЭЦ, расположенный в отдельном здании. На посту несёт службу дежурный по станции. пассажирское здание, зал ожидания, а также билетная касса отсутствуют. Билеты приобретаются в штабном вагоне у начальника поезда.

## Современное состояние станции

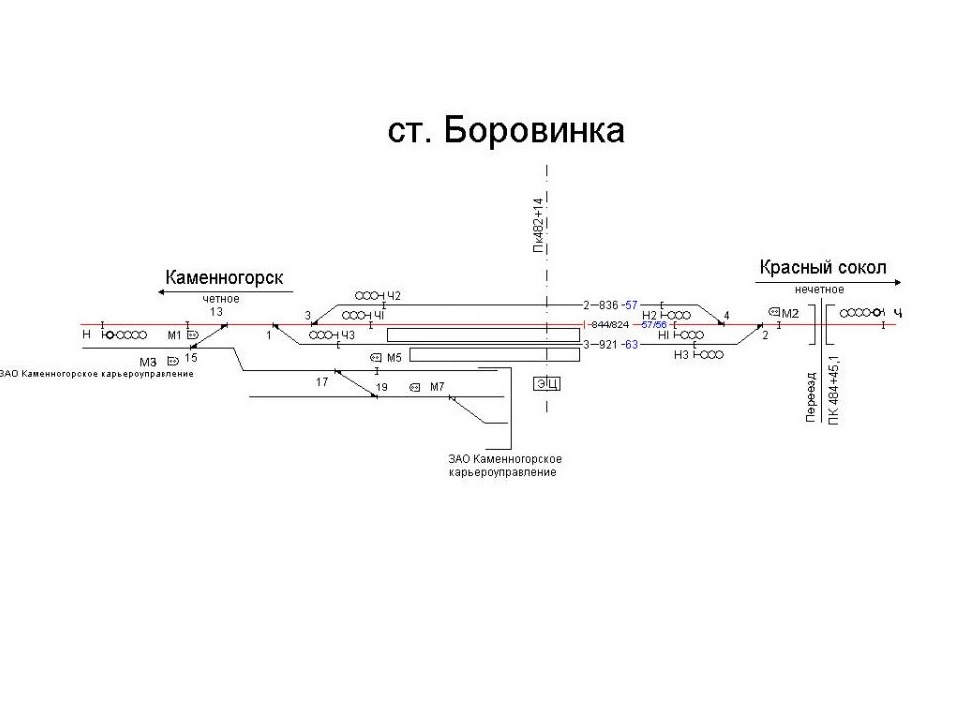
Схема путевого развития ст. Боровинка.

Во второй половине 2010-х годов на станции выложена новая пассажирская платформа, установлен современный пассажирский павильон, а также новые информационные таблички с названием станции.
В настоящее время (2019 год) путевое развитие Боровинки составляет три станционных пути. Имеются также подъездные пути гранитного карьера «Боровинка». Станция также обслуживает ЗАО «Каменногорское карьероуправление» по производству щебня.
Пригородное движение по станции осуществляется двумя парами рельсовых автобусов РА-2 Выборг — Хийтола — Выборг.

## История
Станция Koljola, как и весь участок Антреа — Сортавала, была открыта 01 ноября 1893 года. Решение о строительстве железной дороги от Выборга до Йоэнсуу было принято в 1888 году. Работы по строительству были начаты в 1890 году. На сооружении дороги в 1892 году работало 6000 человек.
На 1923 год путевое развитие станции составляло 3 пути. Имелся также подъездной путь к гравийному карьеру длиной около 250 м.

## Название
В 1948 году состоялось массовое переименование населённых пунктов Ленинградской области. Переименование посёлка и станции Кольёла в Боровинку было утверждено Указом Президиума ВС РСФСР от 1 октября 1948 г.

## Галерея

Станция Боровинка
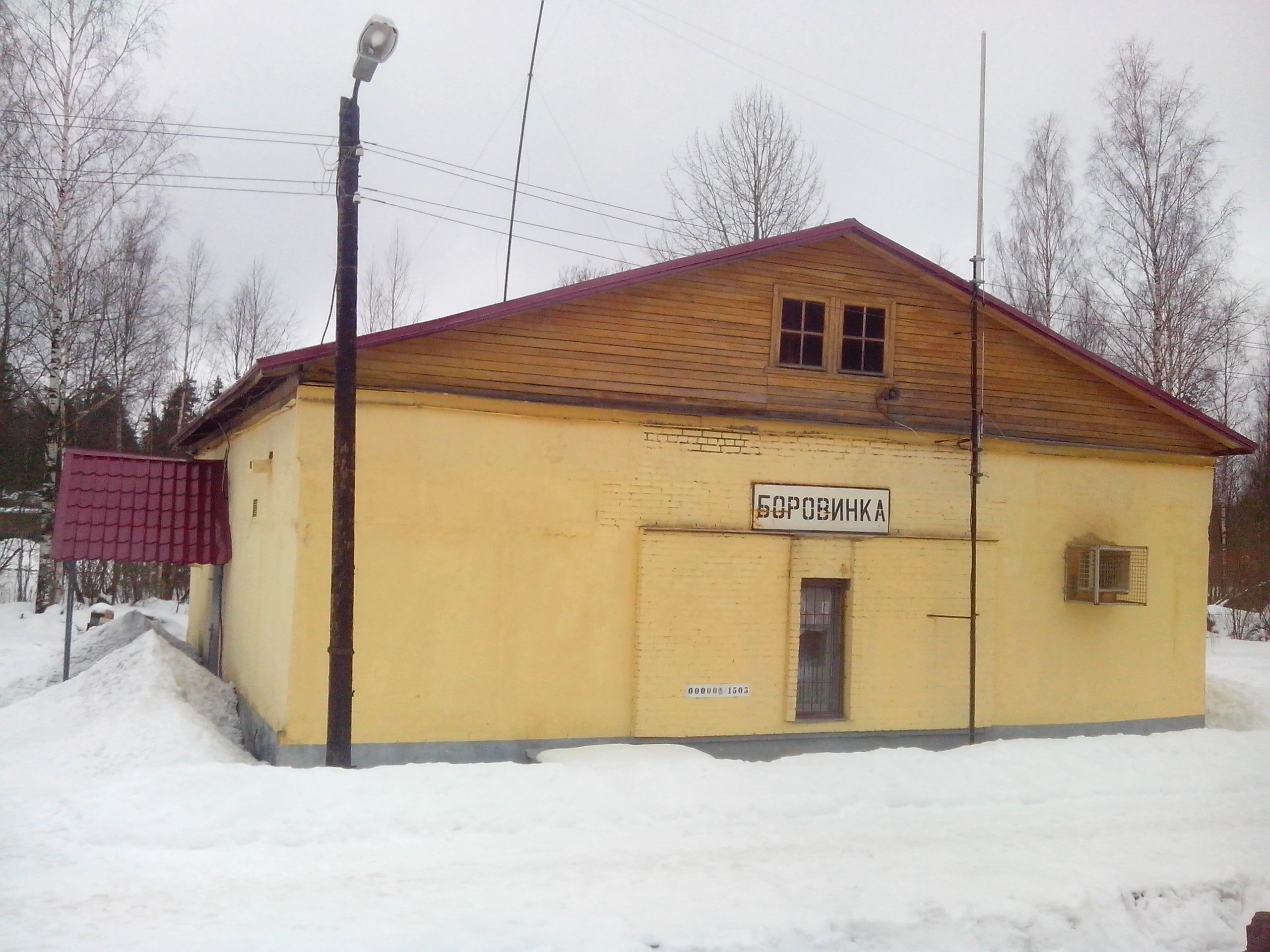
Пост ЭЦ.
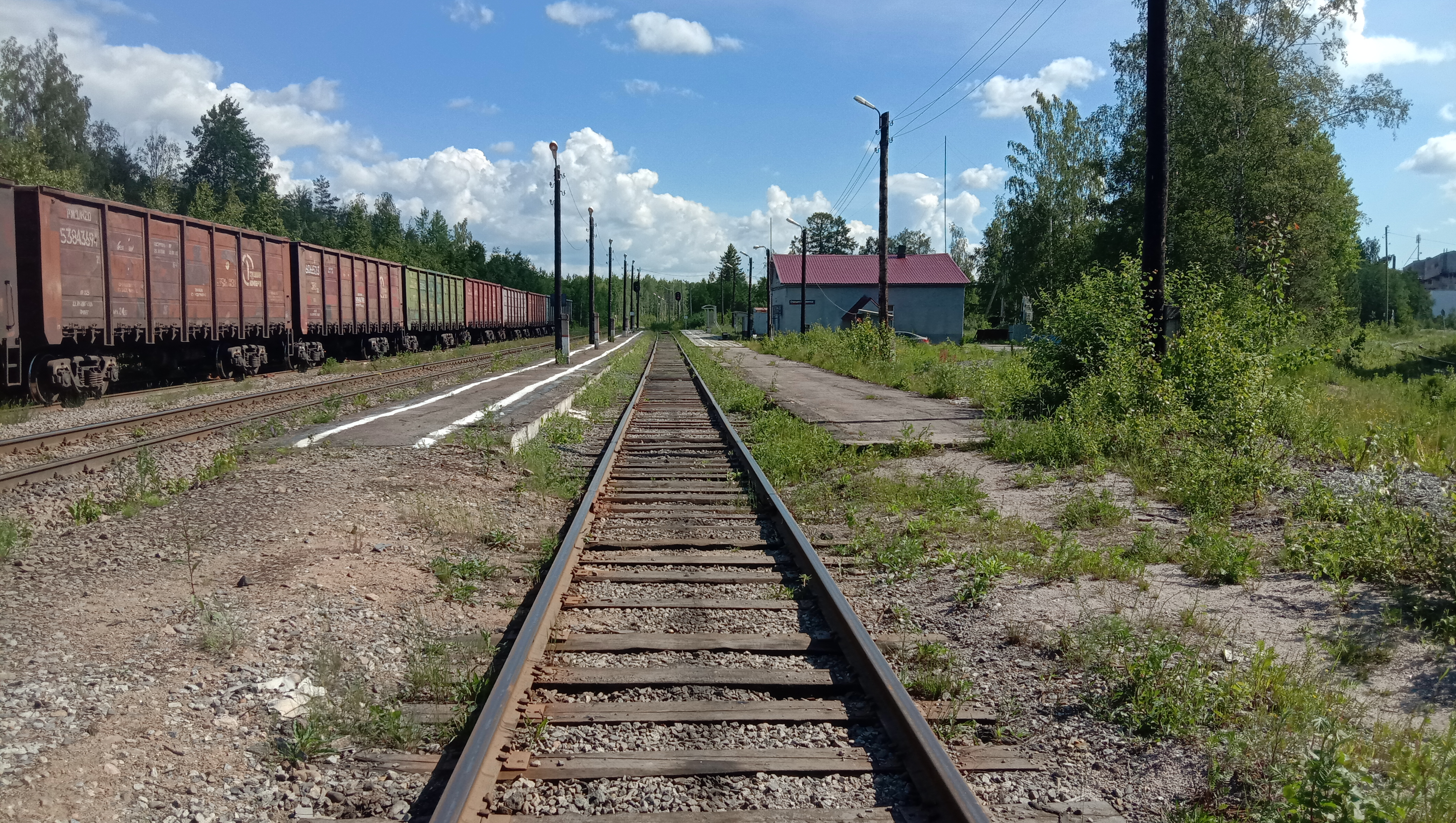
Вид в сторону ст. Красный Сокол.
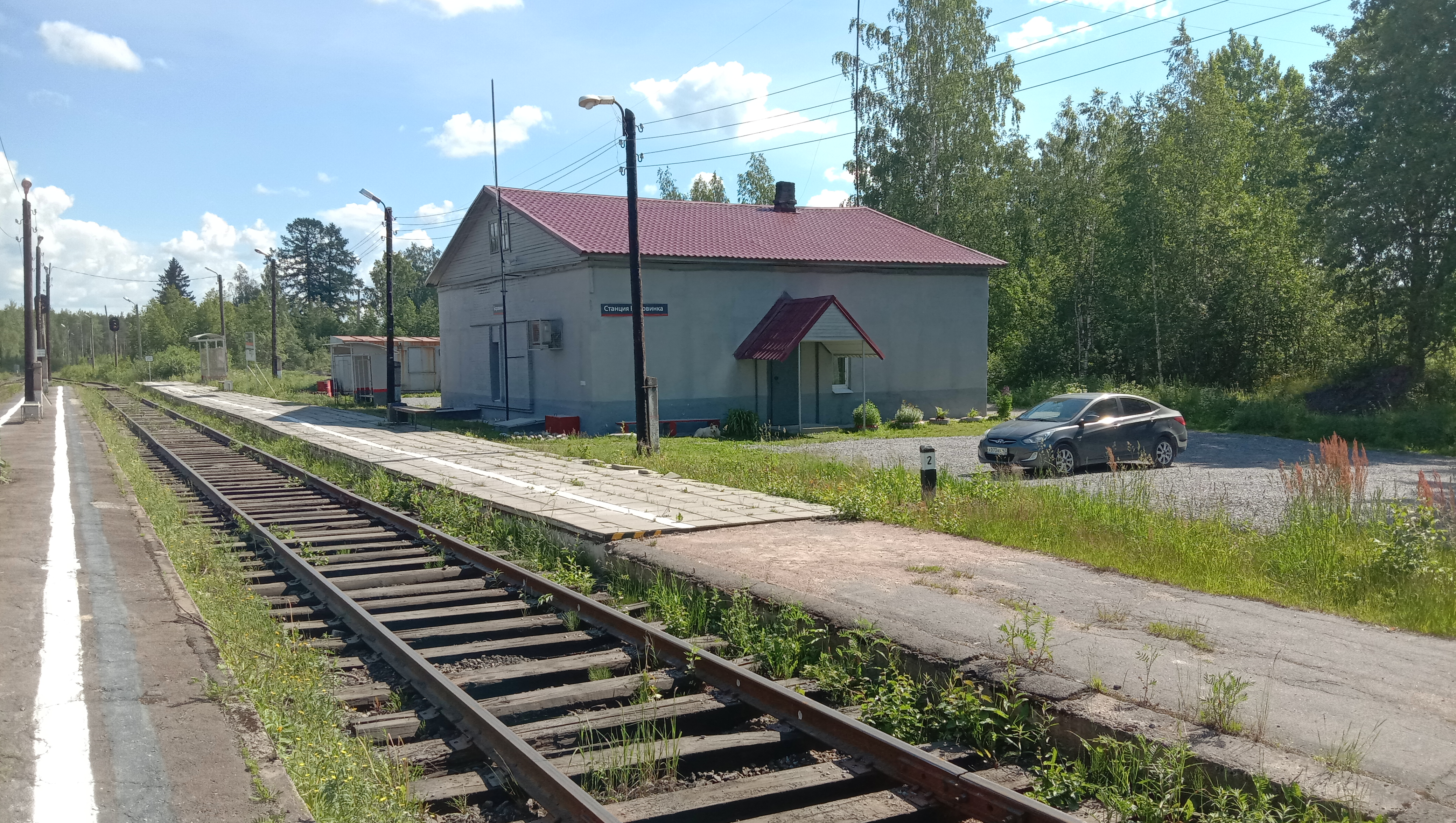
Вид в сторону ст. Красный Сокол.
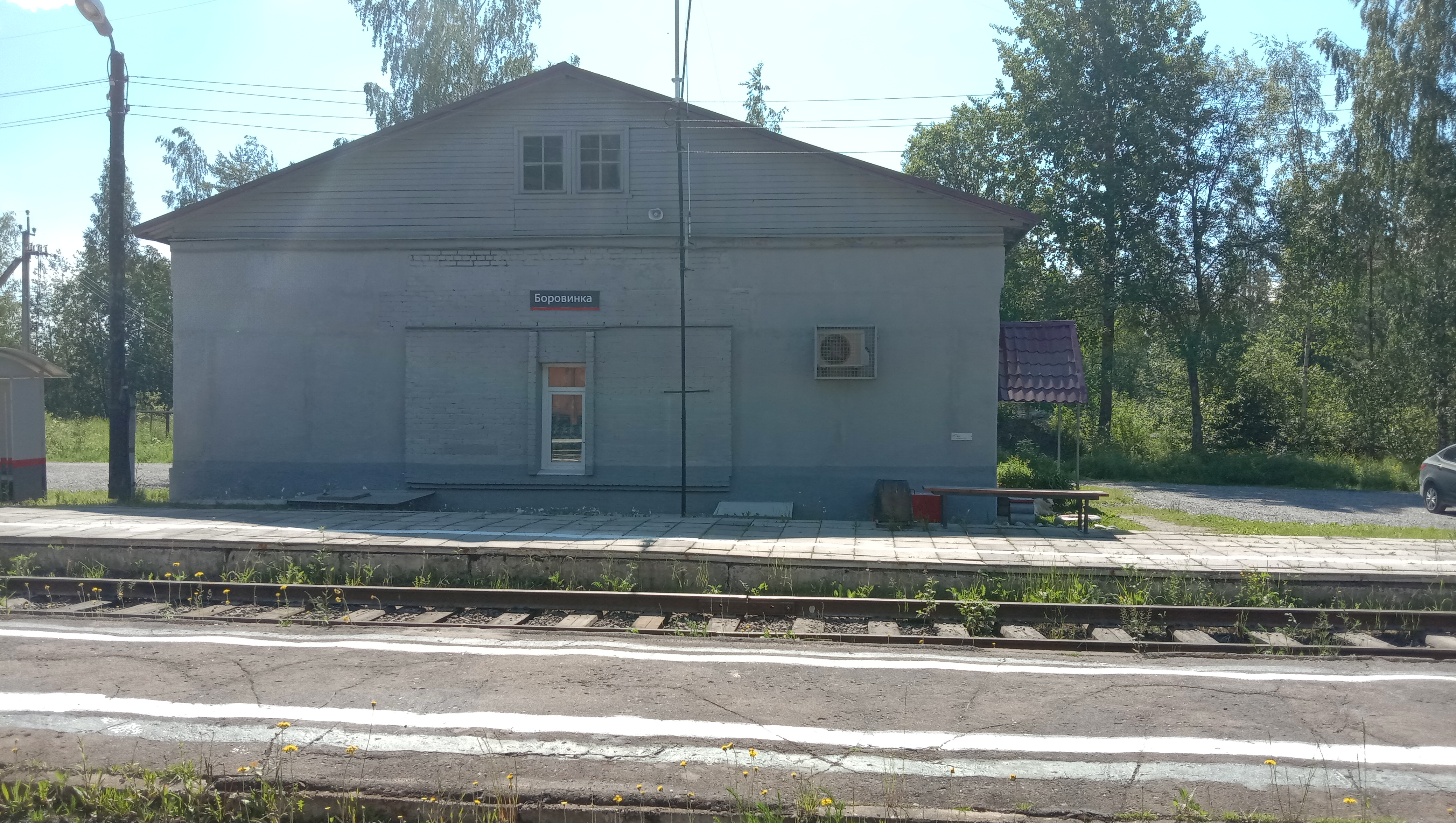
Пост ЭЦ.
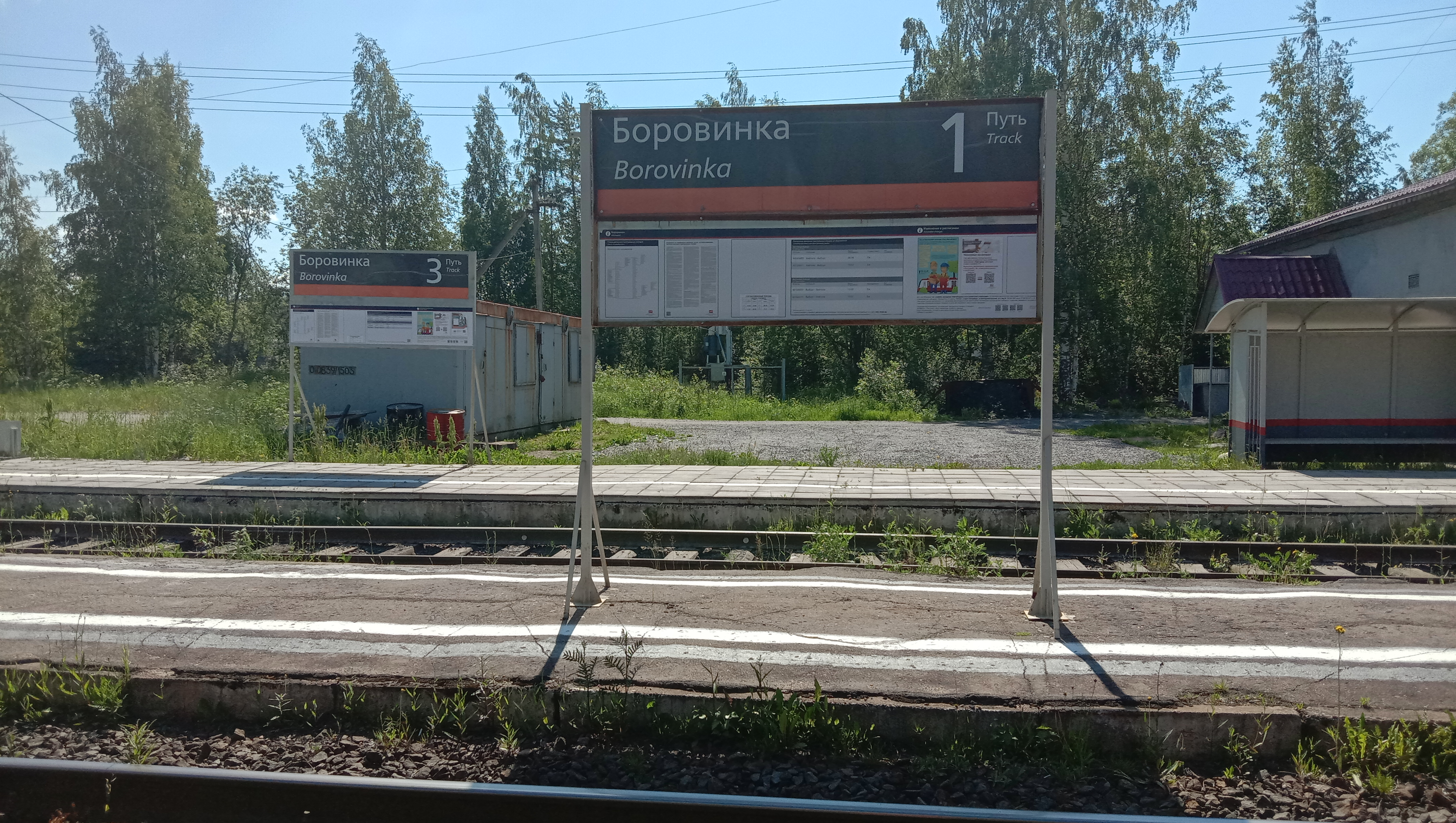
Таблички.
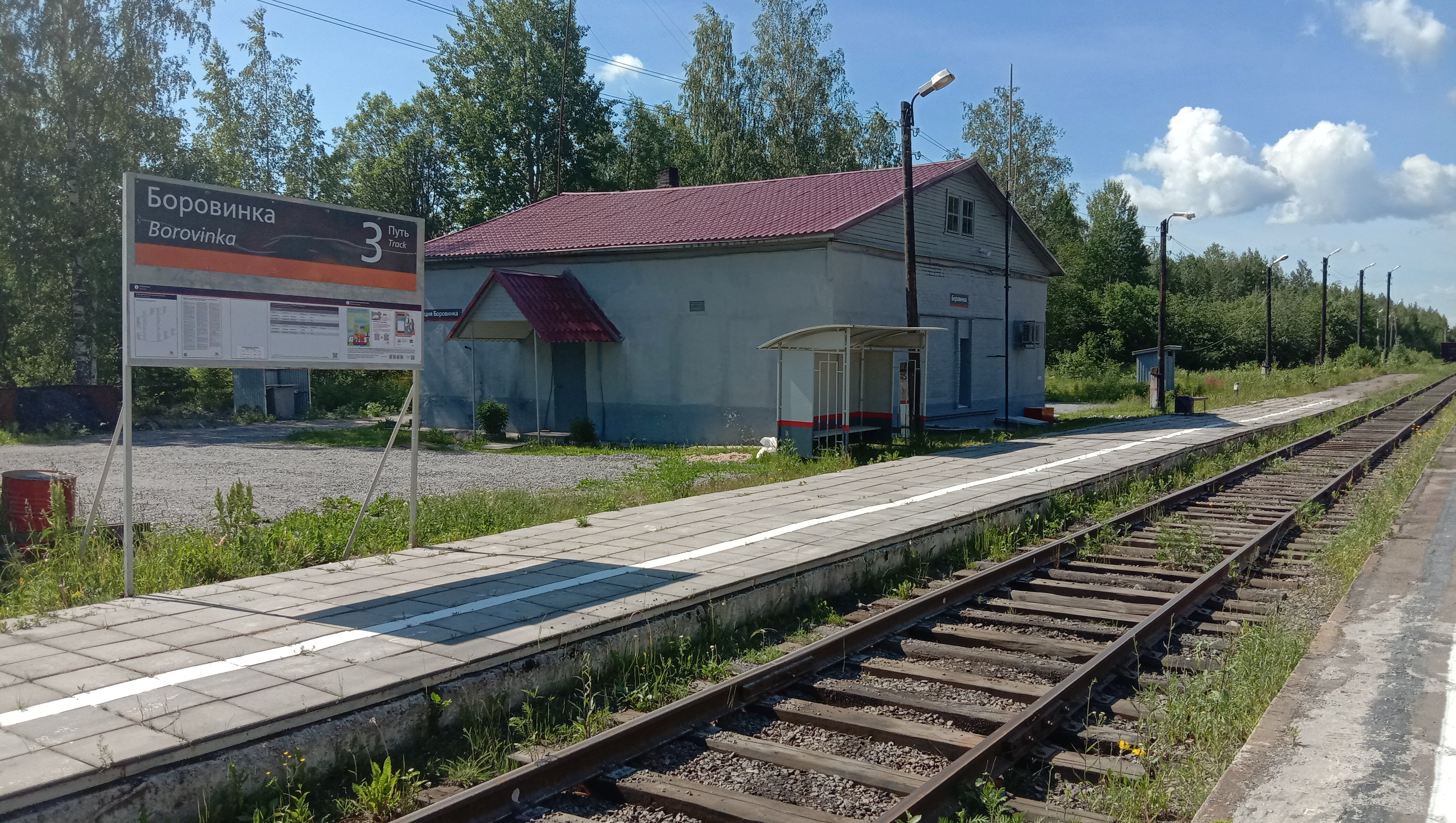
Вид в сторону ст. Каменногорск II.
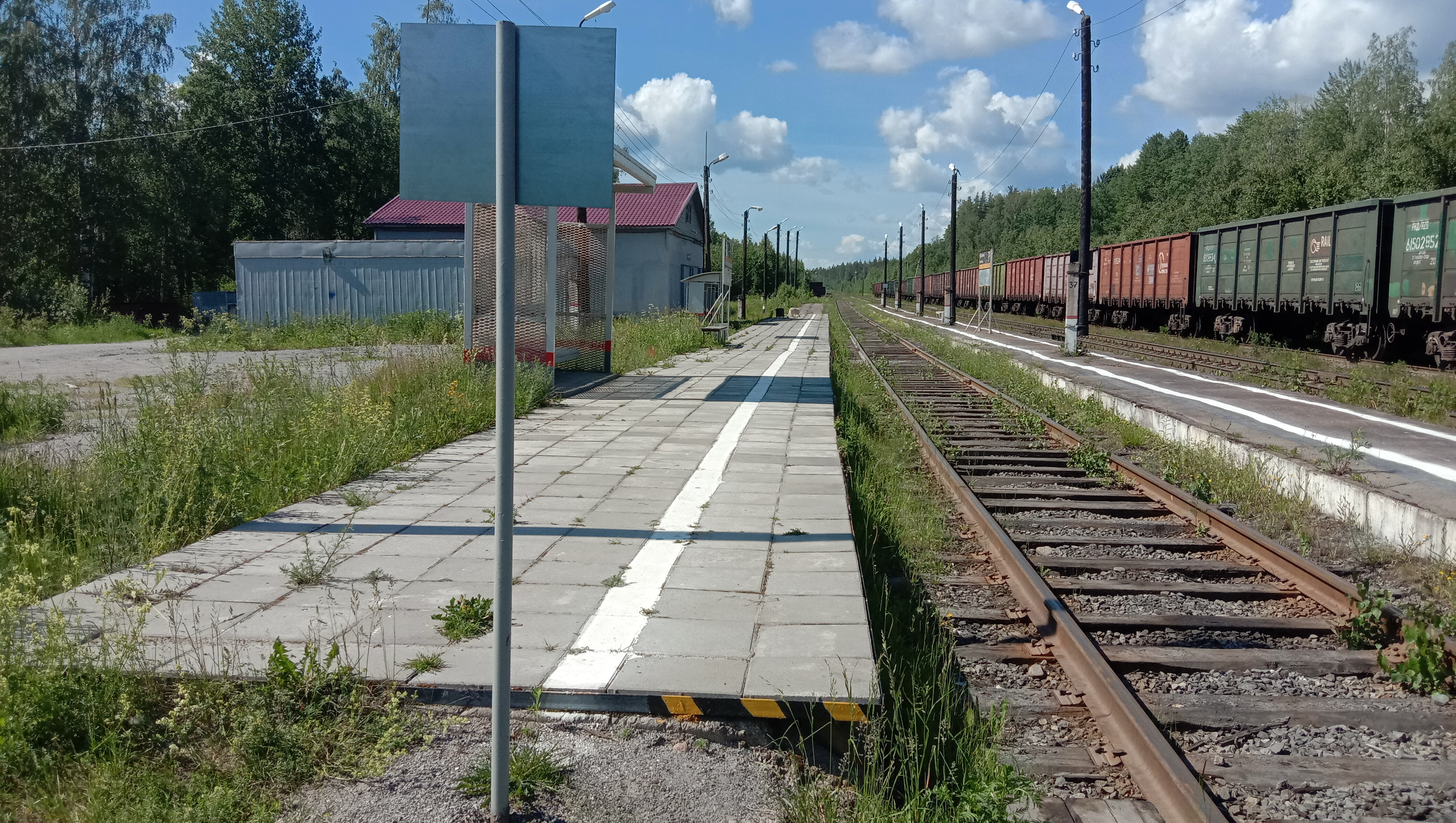
Вид в сторону ст. Каменногорск II.